# Phoradendron hawksworthii
Phoradendron hawksworthii är en sandelträdsväxtart som först beskrevs av Delbert Wiens, och fick sitt nu gällande namn av Delbert Wiens. Phoradendron hawksworthii ingår i släktet Phoradendron och familjen sandelträdsväxter. Inga underarter finns listade i Catalogue of Life.